# یواس‌اس تاندربولت (پی‌سی-۱۲)
یواس‌اس تاندربولت (پی‌سی-۱۲) (به انگلیسی: USS Thunderbolt (PC-12)) یک کشتی بود که طول آن ۱۷۴ فوت (۵۳ متر) بود. این کشتی در سال ۱۹۹۴ ساخته شد.